# Abbaye Notre-Dame et Saint-Joseph d'Arques
L'abbaye Notre-Dame et Saint-Joseph d'Arques, ou couvent des bernardines d'Arques est une ancienne abbaye de bernardines située dans la commune d'Arques-la-Bataille, en Normandie. Fondée tardivement, en 1636, elle est fermée par la Révolution française, et devient un château toujours intact au XXIe siècle

## Historique

### Fondation
La fondation de l'abbaye d'Arques s'inscrit dans le courant plus général de renouveau de l'ordre cistercien aux XVIe et XVIIe siècles. Durant cette période sont fondées plusieurs congrégations cisterciennes tentant de remédier à la décadence de l'ordre, décadence découlant en particulier de la commende : la réforme de Jean de La Barrière dite « feuillantine », la réforme de Rancé, dite « trappiste » et la réforme de Louise de Ballon, dite « bernardine réformée ». En Normandie, ce train de réformes aboutit à la création de trois établissements cisterciens, toutes dans l'archidiocèse de Rouen : Yvetot, Neuchâtel-en-Bray et Arques.
C'est la réforme de Louise de Ballon qui est mise en place à Arques. L'abbaye est fondée à l'initiative de Louis de Guiran, seigneur de Dampierre. Sa sœur Louise de Guiran est la première abbesse de la communauté.

## Architecture et description
Un incendie ayant détruit le couvent en 1768, celui-ci est reconstruit dans un style contemporain du XVIIIe siècle. Lors de la fermeture de l'abbaye en 1793 le bâtiment est préservé et devient un château toujours intact au XXIe siècle. Lors de cette fermeture une partie de son mobilier est réutilisée pour l'église paroissisale Notre-Dame-de-l'Assomption.

## Filiation et dépendances
Le couvent d'Arques est fille du couvent des Bernardines de Rumilly. Du fait de sa création tardive il n'a pas de descendance.

## Liste des abbesses connues d'Arcq
- Louise de Guiran est la première abbesse d'Arques